# Северный Колчим

Северный Колчим — река в России, протекает в Красновишерском районе Пермского края. Устье реки находится в 17 км по правому берегу реки Колчим. Длина реки составляет 27 км. В 11 км от устья принимает слева реку Илья-Вож.
Исток реки находится на Полюдовом кряже (отрог Северного Урала) южнее горы Помяненный (Колчимский) Камень (781 м НУМ) в 9 км к юго-западу от посёлка Волынка. Генеральное направление течения — юг и юго-запад. Всё течение проходит по ненаселённой местности, среди холмов, покрытых таёжным лесом. Впадает в Колчим северней посёлка Северный Колчим.

## Данные водного реестра
По данным государственного водного реестра России относится к Камскому бассейновому округу, водохозяйственный участок реки — Кама от водомерного поста у села Бондюг до города Березники, речной подбассейн реки — бассейны притоков Камы до впадения Белой. Речной бассейн реки — Кама.
По данным геоинформационной системы водохозяйственного районирования территории РФ, подготовленной Федеральным агентством водных ресурсов:
- Код водного объекта в государственном водном реестре — 10010100212111100005164
- Код по гидрологической изученности (ГИ) — 111100516
- Код бассейна — 10.01.01.002
- Номер тома по ГИ — 11
- Выпуск по ГИ — 1